# Vurpăr
Vurpăr is een Roemeense gemeente in het district Sibiu.
Vurpăr telt 2447 inwoners.